# راویندر پال سینگ
راویندر پال سینگ (انگلیسی: Ravinder Pal Singh؛ (زادهٔ ۶ سپتامبر ۱۹۶۰ – درگذشتهٔ ۸ مهٔ ۲۰۲۱) بازیکن هاکی روی چمن اهل هند بود.
وی به‌همراه تیم ملی هاکی روی چمن مردان هند به قهرمانی بازی‌های المپیک تابستانی ۱۹۸۰ دست پیدا کرده‌ بود.